# Christian Walther (Theologe, 1927)
Christian Friedrich Wilhelm Walther (* 21. Februar 1927 in Insterburg; † 24. Januar 2012 in Hamburg) war ein deutscher evangelisch-lutherischer Theologe und Sozialethiker. Er war von 1974 bis 1992 Professor an der Universität der Bundeswehr Hamburg.

## Leben

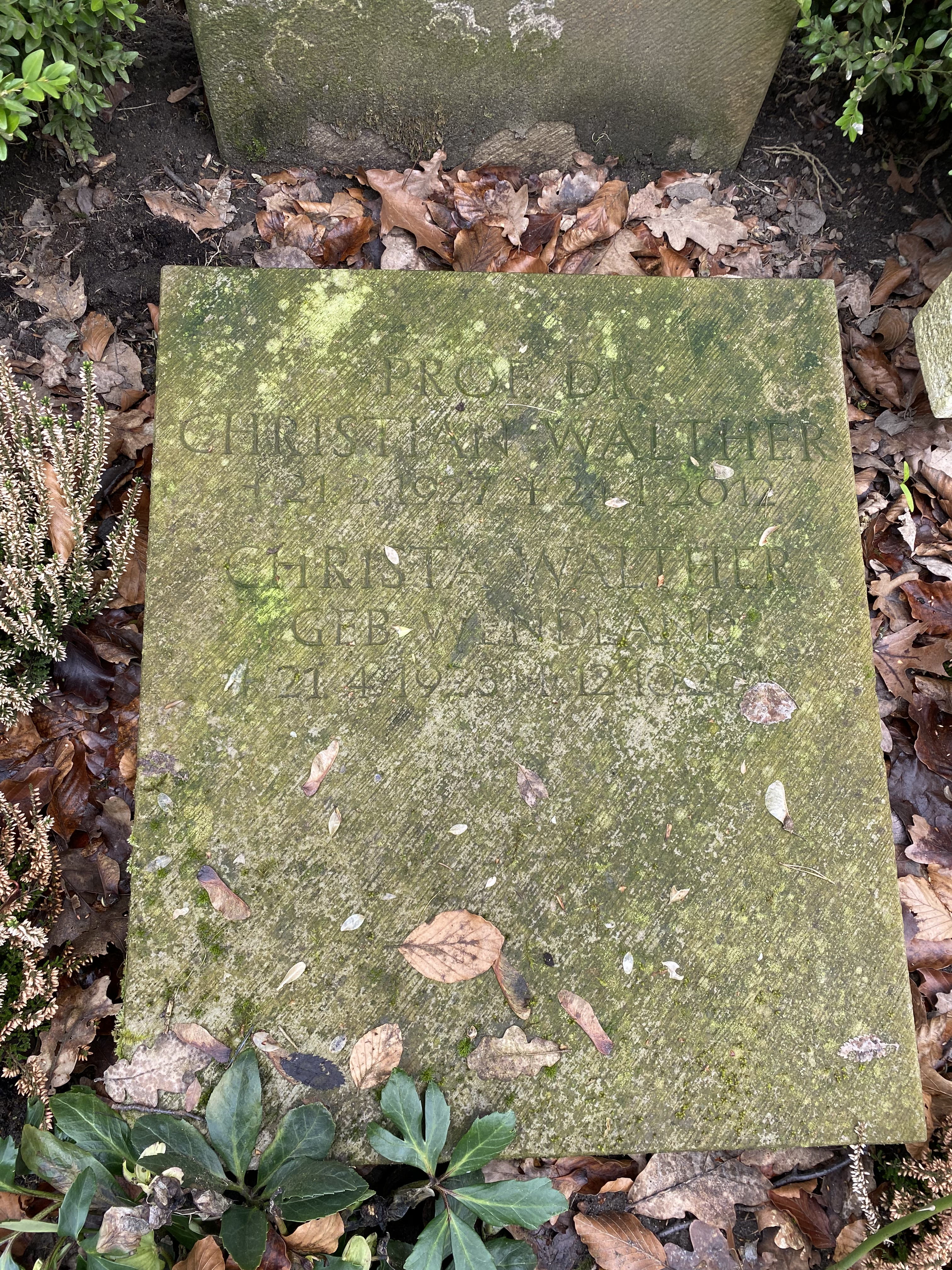
Grabstätte auf dem Waldfriedhof Volksdorf

Walther wurde in Ostpreußen geboren. Von 1944 bis 1945 wurde er zum Kriegsdienst eingezogen; er geriet in Kriegsgefangenschaft. Danach studierte er Evangelische Theologie an der Universität Kiel. 1955 wurde er zum Sozialpfarrer der Evangelischen Kirche im Rheinland ernannt. 1956 wurde er an der Theologischen Fakultät mit der Dissertation Typen des Reich-Gottes-Verständnisses im 19. Jahrhundert eingereichten vollständigen Arbeit zum Dr. theol. promoviert.
1965 wurde er Exekutivsekretär beim Lutherischen Weltbund in Genf. 1967 habilitierte er sich am Institut für Sozialethik an der Universität Zürich mit der Arbeit Theologie und Gesellschaft. Ortsbestimmung der evangelischen Sozialethik und wurde Privatdozent. 1970 wurde er außerplanmäßiger Professor an der Georg-August-Universität Göttingen. Walther war von 1974 bis 1992 Professor für Evangelische Theologie unter besonderer Berücksichtigung der Sozialethik an der Universität der Bundeswehr Hamburg.
Er war Mitherausgeber des Jahrbuchs Innere Führung. Seine letzte Ruhestätte fand Walther auf dem Hamburger Waldfriedhof Volksdorf. 

## Schriften (Auswahl)

### Monografien
- Typen des Reich-Gottes-Verständnisses. Studien zur Eschatologie und Ethik im 19. Jahrhundert (= Forschungen zur Geschichte und Lehre des Protestantismus. Band 20). Kaiser, München 1961.
- Theologie und Gesellschaft. Ortsbestimmung der evangelischen Sozialethik (= Veröffentlichungen des Instituts für Sozialethik an der Universität Zürich. Band 2). Zwingli Verlag, Zürich u. a. 1967.
- Christenheit im Angriff. Zur Theologie der Revolution (= Aspekte moderner Theologie. Band 11). Gütersloher Verlagshaus G. Mohn, Gütersloh 1969.
- Rassismus. Eine Dokumentation zum ökumenischen Antirassismusprogramm (= Zur Sache. Heft 6). Lutherisches Verlagshaus, Berlin u. a. 1971, ISBN 3-7859-0385-5.
- Verantwortung zur Freiheit. Eine sozialethische Studie zur Frage nach dem Sinn der soldatischen Existenz. Mittler, Herford u. a. 1989, ISBN 3-8132-0327-1.
- Eschatologie als Theorie der Freiheit. Einführung in neuzeitliche Gestalten eschatologischen Denkens (= Theologische Bibliothek Töpelmann. Band 48). de Gruyter, Berlin u. a. 1991, ISBN 3-11-012811-X.
- Ethik und Technik. Grundfragen – Meinungen – Kontroversen (= De-Gruyter-Studienbuch). de Gruyter, Berlin u. a. 1992, ISBN 3-11-013475-6.
- Politisches Christentum. Ein kontroverses Phänomen im Protestantismus. Olzog, Landsberg am Lech 1996, ISBN 3-7892-9345-8.
- Erlebnisreiche Zeiten. Stationen einer Wanderung (= Schriftenreihe Lebenserinnerungen. Band 46). Kovač, Hamburg 2002, ISBN 3-8300-0569-5.
- Im Auftrag für Freiheit und Frieden. Versuch einer Ethik für Soldaten der Bundeswehr. Hartmann, Miles-Verlag, Berlin 2006, ISBN 3-937885-05-6.

### Herausgeberschaften
- Recht und sozialer Umbruch. Ein ökumenisches Symposium. Lembeck, Frankfurt am Main 1971, ISBN 3-87476-009-X.
- Atomwaffen und Ethik. Der deutsche Protestantismus und die atomare Aufrüstung 1954–1961. Dokumente und Kommentare (= Studienbücher zur kirchlichen Zeitgeschichte. Band 3). Kaiser, München 1981, ISBN 3-459-01356-7.
- Mit Uwe Hartmann: Der Soldat in einer Welt im Wandel. Ein Handbuch für Theorie und Praxis. Mit einem Vorwort von Roman Herzog, Olzog, München u. a. 1995, ISBN 3-7892-8250-2.